# 藍斯波頓
藍斯波頓是英格兰大曼彻斯特伯里都市自治市的一个集镇。  2011年人口普查的人口为17,872 人。 
其名字被认为源自古英语ramm和botm，意思是「公羊的山谷」。其维多利亚时代建筑、奔宁的景观和工业遗产，包括東開蘭夏鐵路，促進了该镇的遗产旅游。